# Hofheim am Taunus
Hofheim am Taunus é um município da Alemanha, situado no distrito de Main-Taunus, no estado de Hesse. Tem 57,38 km² de área, e sua população em 2019 foi estimada em 39.647 habitantes.